# Amdo

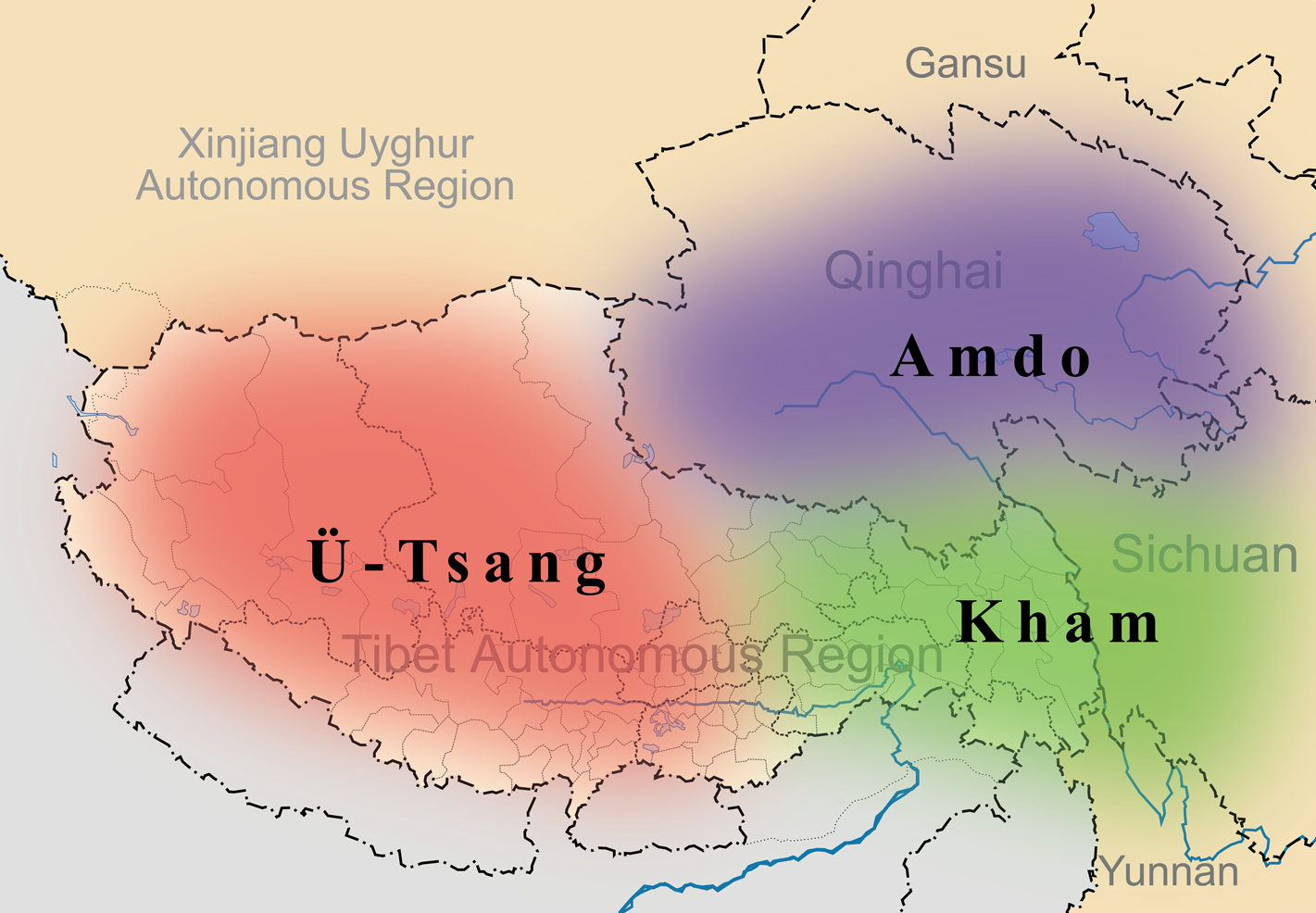
Situation approximative de l'Amdo et des deux autres anciennes provinces tibétaines (Ü-Tsang et Kham), superposées aux provinces administratives de la république populaire de Chine

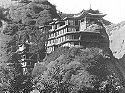
Shadzong Ritro en Amdo

L'Amdo (tibétain : ཨ་མདོ། a mdo, chinois : 安多, pinyin : Ānduō) est l'une des trois anciennes provinces ou régions du Tibet, les autres étant l'Ü-Tsang et le Kham.
Cette division qui domine chez les Tibétains en exil est relativement récente. Au XVIIe siècle, les trois divisions étaient le Ngari Korsum, l'Ü-Tsang et le Dokham (comprenant l'Amdo et le Kham).
L'Amdo est situé dans le nord-est du Tibet, et englobe la majeure partie de la province du Qinghai, ainsi que des régions plus petites, mais culturellement importantes, dans les provinces du Gansu et du Sichuan.
Les populations, souvent isolées les unes des autres, y parlent des dialectes variés du tibétain.
C'est dans l'Amdo que sont nés Tsongkhapa (1357-1419), l'actuel dalaï-lama Tenzin Gyatso (né en 1935) et le 10e panchen-lama Choekyi Gyaltsen (1938-1989).

## Appellation
Si les désignations Amdo et Kham sont très répandues aujourd'hui, avant le XIXe siècle, les sources tibétaines n'employaient que le terme tibétain composite de Do-Kham. Le Tibet oriental, c'est-à-dire la région à l'est des provinces d'Ü et de Tsang, est désigné généralement sous l'appellation de Do-Kham Gang-sum ou Do-Kham Gang-drug, c'est-à-dire les trois ou les six montagnes de Do-Kham. Gang renvoie aux pâturages de montagne entre Salween, Mékong, Yangtsé  et Jalong Jiang.
Selon le tibétologue Gray Tuttle, le terme Amdo a apparemment accompagné l'essor de la tradition religieuse gélugpa et l'extension des monastères de cette école dans la région à partir du XVIIe siècle. Le premier ouvrage historique à se focaliser sur cette région est une histoire religieuse de l'Amdo écrite en 1652.

## Histoire
Amdo (Do-May), qui signifie « le pays des chevaux », est situé au Nord-Est du Tibet, par delà le Yangtsé. Avec le Tibet central, l'U-Tsang, « le pays du dharma », et le Kham (Do-toe), « le pays du peuple », il appartient au Tibet. À l'instar d'autres zones frontalières, l'Amdo a connu dans son histoire nombre de vicissitudes. Avant le VIIe siècle, il était exclusivement peuplé de Tibétains. L'Amdo est la région où les tibétologues situent généralement l'origine ethnique des Tibétains.
Après le milieu du XVIIe siècle, l'Amdo fut dirigé par des rois (gyalpos) indépendants et des seigneurs de la guerre souvent soutenus par la Chine.

### Origines
Les tribus tibétaines de l'Amdo peuvent être étroitement associées aux Qiangs (Ch'iang) antiques, qui migrent au cours du premier millénaire av. J.-C. de l'Asie centrale vers le plateau tibétain, en se mélangeant aux populations autochtones. Le terme chinois ancien « Qiang » couvre l'ensemble des nomades vivant dans les régions à l'ouest de la Chine, et dérive possiblement du terme Jang (Djang) en tibétain ancien.
Selon Andreas Gruschke, après l'établissement de la première dynastie impériale chinoise, un premier poste militaire de la dynastie Han fut établi en 121 av. J.-C. à Xining, aux confins nord-est de l'Amdo. À partir de Xining, les Chinois lancèrent la colonisation des régions entre le fleuve Jaune et le lac Kokonor, ainsi que dans le Bassin du Tarim sur la Route de la soie, en bordure septentrionale du plateau tibétain,.

### Royaume Tuyuhun

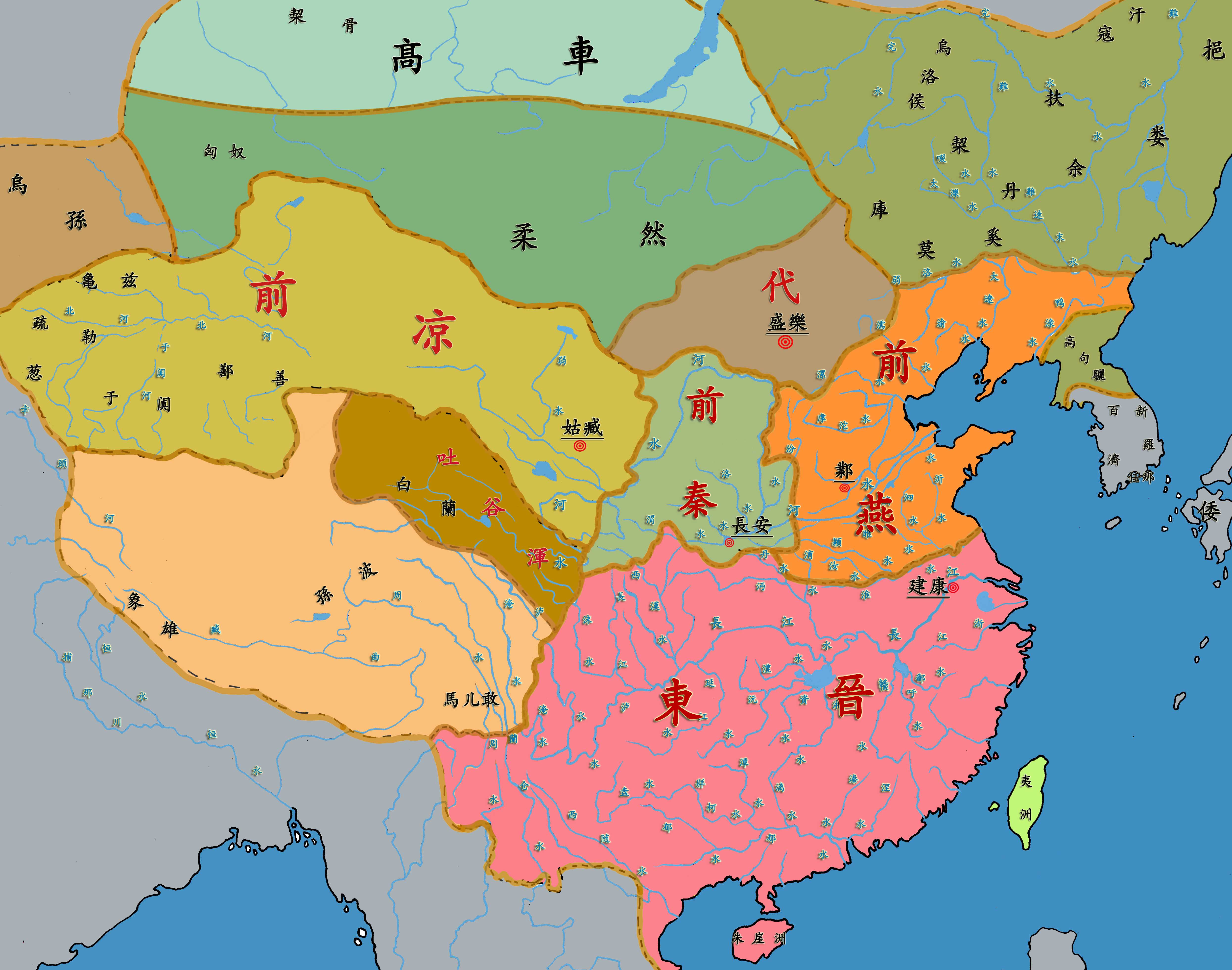
En marron clair, le royaume Tuyuhun à l'époque des Seize Royaumes, au sud-ouest du lac Qinghai

Au IVe siècle, des membres de la tribu nomade proto-mongole des Xianbei s’y installent et fondent le royaume Tuyuhun, qui couvrira au VIe siècle une région limitée au nord-ouest par le couloir de Gansu et s'étend jusqu'à la limite sud du bassin du Qaidam (ou Tsaidam). Leurs descendants forment l’ethnie Tu,. Le lac Qinghai et ses environs font d'abord partie du Liang antérieur (320–376, en jaune sur la carte) qui sera ensuite intégré en 376 à l'État du Qin antérieur jusqu'en 394.

### Empire du Tibet
Au VIIe siècle, sous le règne du roi tibétain Songtsen Gampo (629-650), le Tibet devient un empire. Attiré par le commerce de la route de la soie, Songtsen Gampo étend son autorité jusqu'autour du Kokonor, au nord-ouest de Tuyuhun, en Amdo. Le royaume Tuyuhun est renversé et complètement annexé par l’empire du Tibet en 663.
Au milieu du VIIe siècle, le roi Mangsong Mangtsèn, petit-fils du roi Songtsen Gampo, posta une garnison pour protéger les frontières de son royaume des incursions chinoises. Au VIIIe siècle Trisong Detsen envoya neuf de ses officiers commander ses troupes dans les régions qui prirent le nom de Gouthoup (les neuf capables). Les descendants nomades des neuf officiers ont reçu le nom de Kamlok (qui ne reviennent pas sans ordre) et vivent dans certaines contrées de l'Amdo.

### Dynastie Tang

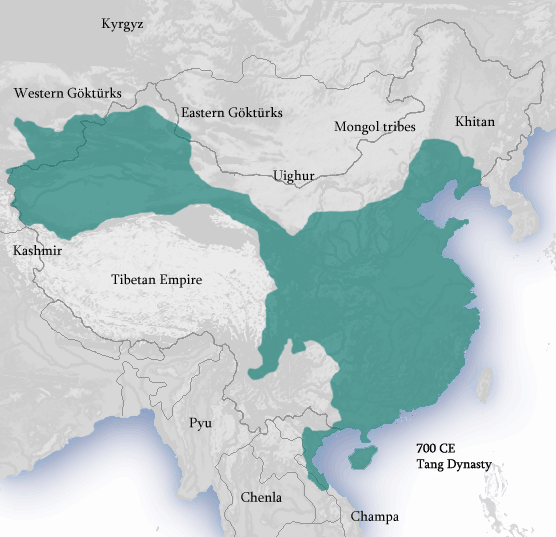
Situation de la région du Nord-Est de l'actuel Qinghai en Chine, sous la dynastie Tang et l'Empire du Tibet en 700

Le Tibet est morcelé après la chute de la dynastie Yarlung en 842. La fragmentation du Tibet permet à la dynastie Tang chinoise de restaurer la route de la soie, et de récupérer une bonne partie de cette région entre 848 et 849.
Selon le professeur Ge Jianxiong de l’université Fudan à Shanghaï, le plateau du Tibet et du Qinghai n’étaient pas administrés par la Chine sous la dynastie Tang (VIIe – Xe siècles), contrairement aux affirmations officielles chinoises.

### Dynastie Yuan
Au VIIe siècle, les Tangoutes (ou Tangouts) vivent sur le plateau tibétain et, au XIIIe siècle, ils émigrent dans le corridor de Gansu. Ils se soumettent aux Mongols de Gengis Khan entre 1207 et 1209, mais comme ils refusent de lui fournir des troupes, ils sont exterminés sur ses ordres.
En 1239, le prince mongol Godan Khan (Köden) contrôle la région du Lac Qinghai (Kokonor),.

### Dynastie Ming

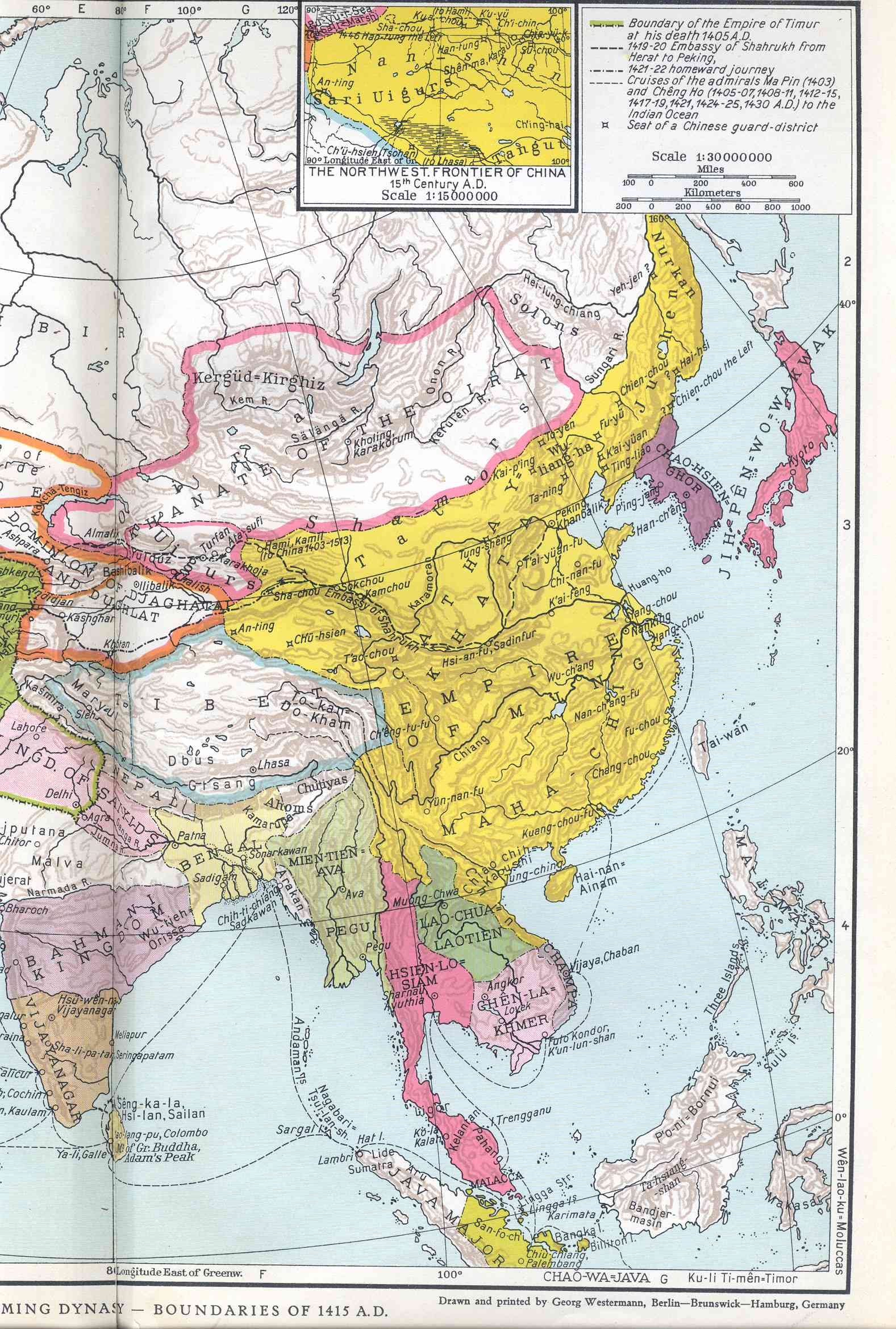
La majeure partie Nord du Qinghai (Bassin du fleuve Jaune) incluse en Chine, tandis que la partie au Sud du Cordillère du Kunlun (bassin du Yangzi Jiang) est située dans la région du Tibet sous la dynastie Ming en 1415

Du XIVe au XVIIe siècle, toute la région située au nord de la Cordillère du Kunlun est directement contrôlée par la dynastie Ming chinoise,. La partie sud est la région du Dokham.
Au début du XVIe siècle, une tribu mongole, les Qoshots (Khoshuts), sous la direction de Güshi Khan, met la main sur le Tibet. Güshi Khan, qui place le 5e dalaï-Lama comme chef temporel et spiritual du Tibet en 1642, appartient à cette tribu.
Selon Roland Barraux, le règne du 5e dalaï-Lama eut pour résultat l'unification du Tibet en une nation. Son pouvoir, indépendant, s'étendait à toutes les anciennes provinces tibétaines, y compris le Kham et l'Amdo.
Pour la tibétologue Fernanda Pirie, le gouvernement des dalaï-lamas ne réussit jamais à établir un contrôle politique, militaire ou fiscal sur l'Amdo et la région ne connut pas d'unification politique avec le Tibet central, bien que sa population eût toujours considéré Lhassa comme la source ultime de toute autorité religieuse,.

### Dynastie Qing
La domination mongole prit fin en 1724 après la victoire de la dynastie Qing sur les Mongols Qoshot. Les Qing firent de Xining, ville au nord de l'Amdo (à présent capitale de la province de Qinghai), le siège administratif de cette zone,. Le rôle dévolu à leur amban était toutefois davantage de supervision que d'administration. Il laissait les grands monastères comme Labrang, Repkong, Kurdi et Taktsang Lhamo, conserver leur mainmise sur les populations tibétaines de ces régions. Un certain nombre de dirigeants séculiers conservaient également le pouvoir qu'ils avaient établi sur de grandes entités tribales, parfois même donnant lieu à de petits royaumes.

### République de Chine (1912-1949)
Après la chute de la dynastie Qing en 1911, la région de Xining dans le nord-est de l'Amdo, où vit une importante population chinoise, est sous le contrôle la république de Chine.
En 1928, les Ma s'allient au Kuomintang. Au début des années 1930, le seigneur de la guerre hui Ma Bufang, fils de Ma Qi, s'empare de la partie nord-est de l'Amdo au nom du gouvernement central de Chiang Kaï-shek et l'incorpore dans la province chinoise du Qinghaï,.
Le Tibet tenta de récupérer en 1932 l'Amdo et, à cause d'un litige lié à un monastère bouddhique, se lança dans la guerre Tibet-Qinghai. Écrasé, le Tibet dut en 1933 abandonner l'Amdo à la clique des Ma sauf le Yushu et le Tanggulashan.[réf. nécessaire]
De 1917 à 1949, la région du golog connut de multiples rébellions goloks qui furent le plus souvent écrasées dans le sang.
À la suite d'un voyage entre 1921 et 1924 en Amdo, Alexandra David-Néel affirma que cette région était considérée comme une province tibétaine gouvernée par des chefs locaux, non soumis au gouvernement du dalaï-lama, et qu'elle était vaguement contrôlée par la Chine percevant quelques impôts et n'intervenant que rarement dans les affaires de la population.
L'historiographie tibétaine en Occident a pris l'habitude de distinguer le « Tibet politique », c'est-à-dire le territoire resté sous la houlette de Lhassa jusqu'en 1950, « l'État du dalaï-lama », des autres régions habitées par des Tibétains. 
Ainsi, le diplomate et historien britannique Hugh Richardson, à la suite des travaux de Sir Charles Bell, différenciait le « Tibet politique » du « Tibet ethnographique » des anciennes provinces du Kham et de l'Amdo.

### République populaire de Chine
En 1958, une importante révolte est mise au pas par l’armée chinoise. À la suite de l’instauration des communes dans le cadre du Grand Bond en avant, les habitants souffrent de la famine. Dans son autobiographie, Joies et malheurs de l'enfant de Naktsang, Naktsang Nulo un Tibétain de l'Amdo, indique qu'une des façons de survivre, pendant le Grand Bond en avant, était le cannibalisme.
En 1965, à l'occasion de la création officielle de la région autonome du Tibet de la république populaire de Chine, le rattachement de l'Amdo aux provinces chinoises voisines (au Qinghai pour la plus grande partie, le reste au Gansu et au Sichuan), est confirmé.[réf. nécessaire]
Dans les années 1980, les compétences littéraires tibétaines fleurissent de la façon la plus significative dans l'Amdo. Après la révolution culturelle qui a pris fin au Tibet vers 1978, la culture tibétaine est entrée dans une période de reconstruction. Deux chercheurs de l'Amdo, Muge Samten (1923-1993) et Tséten Shabdrung (1910-1985) ont travaillé de façon importante pour tenter de faire revivre ce qui avait été détruit au cours des vingt années précédentes.

## Monastères

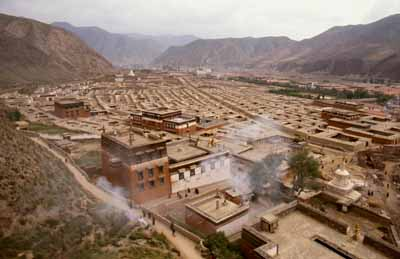
Vue panoramique du Monastère de Labrang

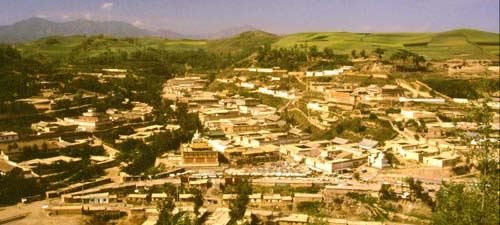
Vue panoramique du monastère de Kumbum

L'Amdo est une région émaillée d'un grand nombre de monastères du bouddhisme tibétain rattachés à l'école des Gelugpa - avec, par exemple, le Monastère de Kirti, le Monastère de Kumbum Jampa Ling (Chin. Ta'er Si 塔爾寺) près de Xining, Qutan Si (de) et Labrang Tashi Khyil au sud de Lanzhou dans le Gansu comptant parmi les plus importants monastères de la sphère tibétaine.

## Personnalités
L'Amdo est la patrie de plusieurs lamas importants du bouddhisme tibétain, qui furent d'une grande influence sur le développement religieux et politique du Tibet dans son ensemble, comme le grand réformateur Tsongkhapa, le 14e dalaï-lama et le 10e panchen-lama.

## Population
Selon Alexandra David-Néel, « la population y est constituée par un mélange très complexe de races : mongoles, chinoises, tibétaines et restes d'anciennes tribus des Sétsuanpas auxquelles appartenait le célèbre Tsong Khapa fondateur de la secte des Gélugspas ».
Les habitants ne se donnent pas le nom de Böpa (bod pa), désignation normale des Tibétains selon le gouvernement de Lhassa, mais Amdowa (a mdo pa). Mais ils se désignent parfois comme Böpa pour se différencier des Chinois. Cependant, les Amdowa ne sont pas reconnus comme ethnie indépendante dans les 56 ethnies de la république populaire de Chine, mais sont intégrés dans les Tibétains.
Les ethnies reconnues officiellement sont :
- les Hans,
- les Tibétains,
- les Hui,
- les Tu,
- les Salar,
- les Mongols.

## Langue
La langue de l'Amdo est un des dialectes principaux de la langue tibétaine. Parlée, elle n'est pas intelligible pour les gens du Kham ou du Tibet central.
Selon Alexandra David-Néel, « la langue courante de la région est le chinois ». Ainsi, la langue maternelle du 14e dalaï-lama est le dialecte chinois de Xining que parlaient ses parents lorsqu'ils habitaient le village de Taktser (Hongya, de son nom chinois).

### Mixité culturelle et linguistique
Il existe de nombreuses cultures et langues dans les territoires couverts par cette région : Tibétains parlant le dialecte de l'Amdo, Golok, vivant dans l'actuelle préfecture autonome tibétaine Golog, au sud-est de la région. Il y a également différentes ethnies arrivées de Mongolie depuis le XIIIe siècle, notamment la tribu Chi-kyā à laquelle appartient Tenzin Gyatso, choisi comme 14e dalaï-lama, mais également les Bonans et différentes peuplades Oïrats. D'autres viennent du Gansu, les Hui, musulmans, ou bien du Xinjiang comme les Salar, à l'islam imprégné de zoroastrisme. Il existe également des peuplades dont la culture et les origines sont mixtes, comme les Yugurs, d'origine à la fois mongole et ouïghoure et majoritairement de religion bouddhiste lamaïque.
Par contre, selon le tibétologue Gray Tuttle, aujourd'hui, on peut considérer l'Amdo comme étant un ensemble culturel et linguistique puisque, pour lui, la même langue – le tibétain de l'Amdo – est parlée dans la plupart des zones qui composent la région.